# 대안로
대안로(大安路)는 경상북도 안동시 금곡동 태화오거리에서 안동시 운흥동을 연결하는 도로이다.

## 주요 경유지
- 서부시장
- 안동농협 본점
- 구시장
- 구 산림청

## 주요 교차도로
- 경동로
- 안기천로
- 제비원로
- 퇴계로
- 영가로